# Doctrina anilor fragezi
Doctrina anilor fragezi (termenul în limba engleză: Tender years doctrine) este un concept intrat în doctrina juridică spre sfârșitul secolului al XIX-lea și care a fost treptat eliminat din legislațiile majorității țărilor la finalul secolului XX și începutul secolului XXI. Această doctrină a favorizat  mamele față de tați, în acordarea custodiei copiilor lor minori, în caz de divorț sau separare. Doctrina anilor fragezi s-a concretizat prin utilizarea la scară largă a așa numitei prezumții de încredințare către mamă.
În majoritatea țărilor dezvoltate acest concept juridic a fost abolit  . Cu toate acestea, jurisprudența din multe state manifestă în continuare o preferință pentru părintele de sex feminin (așa numita preferință maternă).
În România, doctrina anilor fragezi a fost reliefată în Codul Familiei prin articolul 1, care menționa în mod expres o preferință pentru mamă, 
| “                                         | Statul apără interesele mamei și copilului și manifestă deosebită grijă pentru creșterea și educarea tinerei generații. | ” |
| — Codul Familiei 1954, art 1, teza a doua | |   |

fiind însă abolită odată cu intrarea în vigoare a prevederilor noului Cod civil, la data de 1 octombrie 2011. Noul cod civil al României a înlocuit în jurisprudența românească prezumția de încredințare către mamă cu prezumția de autoritate părintească comună.

## Istoric

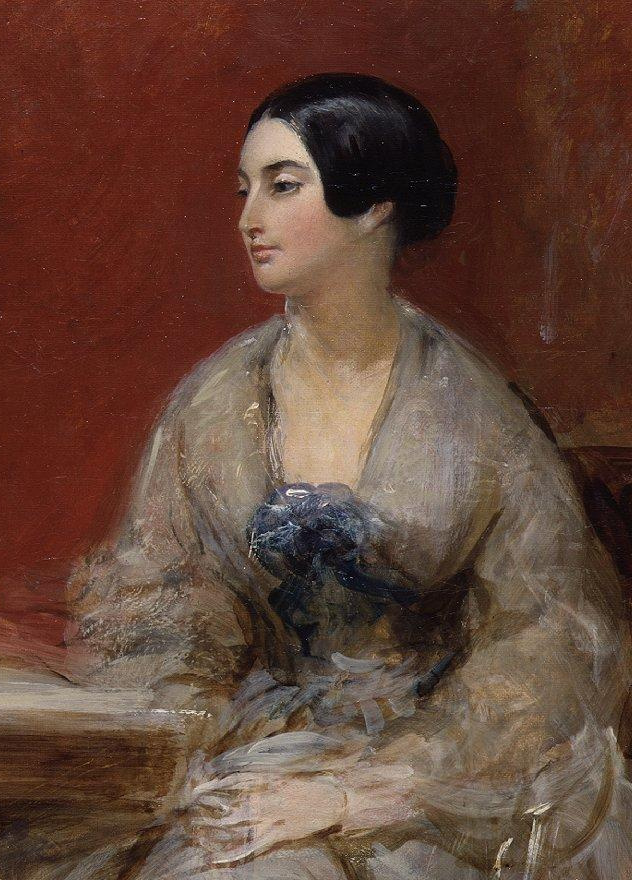
Caroline Norton, inițiatoarea doctrinei anilor fragezi

### Anglia
Timp de secole, legea engleză de drept civil acorda la divorț tatălui custodia copiilor săi. Femeile aveau puține drepturi individuale, până în secolul al XIX-lea. Cele mai multe dintre drepturile lor au fost derivate prin intermediul părinților lor și soților. În aceste condiții, femeile nu aveau, în general, dreptul să-și crească copiii după un divorț deoarece în Anglia, ca de altfel și în multe alte state ale lumii, legea considera copiii ca fiind proprietatea tatălui lor   Cu toate acestea, schimbările economice și sociale care au apărut ca urmare a industrializării au operat o schimbare în ideile cu privire la dinamica vieții de familie. Industrializarea, separarea și separarea locuințelor de locul de muncă, i-a ținut pe tați departe de copiii lor pentru a câștiga bani și a putea susține familiile lor. În schimb societatea se aștepta ca mamele să stea acasă și să aibă grijă de copii și de gospodărie . Schimbările importante din statutul civil al femeilor, ca de pildă obținerea dreptului de vot și teoriile despre dezvoltarea copiilor au permis dezvoltarea unor concepții cu privire la importanța îngrijirii materne în primii ani de viață, În prima parte a secolului al XIX-lea, Caroline Norton, o jurnalistă din Londra, a început o campanie pentru ca femeile să primească exclusiv custodia copiilor lor, după divorț. Norton, căreia în urma divorțului nu i-au fost încredințați copiii, a reușit să convingă Parlamentul britanic să adopte o legislație care impunea un drept nou pentru acea vreme, ca doar mamele să îngrijească copiii după divorț. Rezultatul a fost Legea Custodiei Copiilor din 1839, care obliga magistrații ce judecau un caz de custodie asupra copiilor să stabilească o prezumție de încredințare către mamă pentru copiii sub vârsta de șapte ani. În 1873, Parlamentul englez a dat o a doua lege ocazie cu care prezumția de încredințare către mamă s-a extins și asupra copiilor cu vârste de până la șaisprezece ani. Conform acestei legi, instanțele puteau face excepții doar în cazurile în care tatăl dovedea că mama a comis un adulter.

### Statele Unite ale Americii și Canada
Doctrina anilor fragezi a migrat din Anglia către SUA unde a persistat mai mult de o sută de ani, majoritatea statelor americane  recunoscând în mod explicit această prezumție de încredințare către mamă.
| “ | Să nu ținem dispreț față de natură și să smulgem copilul neajutorat, luându-l de la sânul unei mame afectuoase și punându-l în mâinile grosiere a tatălui. [...] Mama a fost cel mai sigur și mai moale asistent a copilăriei | ” |
| — Ex parte Devine, 398 Deci 2d 686 [Alabama 1981]., Citându-l Helms v. Franciscus, 2 Bland Cap. [Md] 544 [1830] | |   |

În a doua jumătate a secolului XX, instanțele judecătorești și legislaturile au început să inverseze deciziile cu privire la acordarea custodiei sau chiar s-au dat legi care au abrogat această doctrină în favoarea unor argumente neutre de stabilire a părintelui custodian. Astfel a apărut noțiunea de interes superior al copilului. Unele instanțe ale unor state au mers până acolo încât să constate că doctrina anilor fragezi încalcă clauza de protecție egală în fața legii, prevăzută în al 14-lea amendament la Constituția SUA. (A se vedea, de exemplu, regele c. Vancil, 34 Ill App. 3D 831, 341 2d NE 65 [Ill 1975].)
Un număr mic de state recunosc încă preferința pentru mamă, dar numai în anumite cazuri. În Pennington v. Pennington, 711 P.2d 254 (Utah 1985), Curtea Supremă din Utah a declarat că a "exprimat de mult timp o preferință pentru plasarea copiilor foarte mici in custodia mamei." Instanța a notat, totuși, că "preferința funcționează doar atunci când toate celelalte lucruri sunt egale." Instanța a considerat că la Pennington interesul superior al copilului ar trebui să fie luat în considerare în primul rând și astfel atribuirea custodiei copilului s-a făcut către tată, în acest caz.

### România
Prezumția încredințării copiilor către mamă a fost scoasă în afara legislației prin intrarea în vigoare a Legii 272/2004 privind protecția copilului, o lege de inspirație canadiană. Legea, marca pentru prima dată, în mod explicit, egalitatea în drepturi a părinților cu privire la copiii minori, indiferent de situația lor juridică (art. 31) și faptul că la baza oricăror decizii privind minorii trebuie să stea conceptul de interesul superior al copilului (art. 5, 31, 33 și 38). Cu toate acestea ne-abrogarea Codului Familiei, care forța ca după divorț custodia copiilor să revină doar unuia dintre părinți (custodie unică), a favorizat în continuare menținerea preferinței de încredințare a minorilor către mamă în jurisprudența din România. Prin intrarea în vigoare a noului Cod Civil, la data de 1 octombrie 2011, s-a abrogat Codul Familiei in integrum, eliminând la nivel legislativ ultima prevedere legală care favoriza un părinte strict pe baza sexului său (art. 1, teza a doua) în raporturile cu minorii după divorț. Același Cod Civil, prin intermediul articolului articolul 397 introduce o nouă prezumție, prezumția de autoritate părintească comună, care vine să înlocuiască prezumția de încredințare către mamă.